# 山口労災病院
山口労災病院（やまぐちろうさいびょういん）は、独立行政法人労働者健康安全機構が山口県山陽小野田市に設置する病院。

## 沿革
（この節の出典）
- 1955年3月15日 - 内科・外科・整形外科の３診療科、病床数50床で診療を開始(全国で8番目に設立された労災病院)
- 1957年7月1日 - 労災協会により労働福祉事業団へ移管
- 1982年5月25日 - 総合病院の名称の承認
- 1992年2月21日 - 救急告示病院
- 1998年4月1日 - 災害拠点病院指定
- 2003年4月1日 - 臨床研修指定病院指定
- 2004年3月1日 - 糖尿病患者会「ろうさい桜会」創設
- 2004年4月1日 - 特殊法人労働福祉事業団から独立行政法人労働者健康福祉機構へ開設者名称変更
- 2004年9月1日 - アスベスト疾患センター設置
- 2009年8月1日 - 院内病児保育室「きららキッズ」開設
- 2010年11月1日 - 山口県災害派遣医療チーム「DMAT」に登録、指定承認
- 2013年8月1日 - 電子カルテ導入
- 2014年3月15日 - がん患者会「山口労災病院オレンジ会」創設
- 2016年4月1日 - 独立行政法人労働者健康福祉機構から独立行政法人労働者健康安全機構へ開設者名称変更
- 2017年11月1日 - 院内保育所「きららキッズ」開設
- 2018年10月1日 - 脊椎・脊髄病センター設置

## 診療科
（この節の出典）
- 糖尿病内分泌内科
- 血液内科
- 呼吸器内科
- 膠原病・リウマチ内科
- 消化器内科
- 循環器内科
- 精神科
- 小児科
- 外科・消化器外科
- 整形外科
- 形成外科
- 脊椎・脊髄外科
- 脳神経外科
- 皮膚科
- 泌尿器科
- 産婦人科
- 眼科
- 耳鼻咽喉科
- 放射線科
- 麻酔科
- リハビリテーション科
- 健康診断部

診療センター
- 勤労者リハビリテーションセンター
- 勤労者脳・循環器センター
- 勤労者メンタルヘルスセンター
- スベスト疾患センター
- 血管治療センター
- 脊椎・脊髄病センター

連携室・相談室等
- 地域医療連携室
- 医療福祉相談室
- 治療就労両立支援部

## 医療機関の認定
（下表の出典）
| 保険医療機関 | 高齢者の医療の確保に関する法律(昭和57年法律第80号)第7条第1項に規定する医療保険各法及び同法に基づく療養等の給付の対象とならない医療並びに公費負担医療を行わない医療機関        |
| 労災保険指定医療機関 | 指定自立支援医療機関（更生医療） |
| 臨床研修病院 | 指定自立支援医療機関（育成医療） |
| 指定自立支援医療機関（精神通院医療） | 臨床修練病院等 |
| 身体障害者福祉法指定医の配置されている医療機関                                                                                                   | 精神保健及び精神障害者福祉に関する法律(昭和25年法律第123号)に基づく指定病院又は応急入院指定病院                                                                               |
| 精神保健指定医の配置されている医療機関 | 生活保護法指定医療機関(中国残留邦人等の円滑な帰国の促進並びに永住帰国した中国残留邦人等及び特定配偶者の自立の支援に関する法律(平成6年法律第30号)に基づく指定医療機関を含む。) |
| 医療保護施設(中国残留邦人等の円滑な帰国の促進並びに永住帰国した中国残留邦人等及び特定配偶者の自立の支援に関する法律に基づく医療保護施設を含む。) | 特定疾患治療研究事業委託医療機関 |
| 結核指定医療機関 | 指定養育医療機関 |
| 指定療育機関 | DPC対象病院 |
| 戦傷病者特別援護法指定医療機関 | 原子爆弾被害者医療指定医療機関 |
| 原子爆弾被害者一般疾病医療取扱医療機関 | 災害拠点病院（地域） |
| 公害医療機関 | 母体保護法指定医の配置されている医療機関 |
| 地域医療支援病院 | |

- 救急告示病院に指定されている[5]。
- 山口県DMAT指定病院[6]
- 公益財団法人日本医療機能評価機構認定病院[7]
- このほか、各種法令による指定・認定病院であるとともに、各学会の認定施設でもある。

## 交通アクセス
- JR小野田線「南中川駅」より徒歩7分[8]。
- JR山陽本線・小野田線「小野田駅」３番バス乗り場から船木鉄道バス「叶松団地行」乗車、「労災病院（正面玄関前）」停留所下車[8]。「叶松団地行」以外にも労災病院経由便が少数あり。
- JR宇部線・宇部新川駅　６番バス乗り場から小野田方面へ乗車、「小野田公園通」停留所で乗り換え、船木鉄道バス「ひばりヶ丘行」乗車後「労災病院（正面玄関前）」停留所下車[8]。「厚狭駅行」に２便のみ乗り換え不要の労災病院経由便あり。

## その他院内設備
- 山口銀行ATM
- オアシス山口労災病院売店